# Coppa delle Alpi 1983
La Coppa delle Alpi 1983 è stata la ventitreesima edizione del torneo. Vi hanno partecipato squadre del campionato francese e svizzero.
Ad aggiudicarsi la competizione fu il Monaco, che vinse la finale con il risultato di 2-1 contro l'Auxerre.

## Squadre partecipanti
- Auxerre
- Grasshoppers
- Losanna
- Neuchâtel Xamax
- Metz
- Monaco
- Servette
- Sochaux

## Finale
| Monaco 4 settembre 1983                                         | Monaco    | 2 – 1         | Auxerre | (3.910 spett.) |
| \| \| \| \| \| Krause 16’, 78’ \| Marcatori \| 59’ Perdrieau \| |           |               |         |                |
|                                                                 |           |               |         |                |
| Krause 16’, 78’                                                 | Marcatori | 59’ Perdrieau |         |                |